# Retas reversas

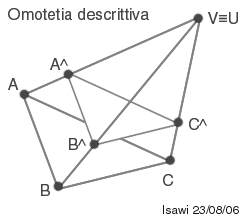
A reta r que contém o segmento AV é reversa à reta s que contém BC.

Em geometria, duas retas são consideradas reversas se, e somente se:
- não se intersectarem;
- não forem paralelas entre si.

Equivalentemente, duas retas são reversas se, e somente se, não forem coplanares.
Para determinar a distância entre duas retas reversas, é necessário calcular o tamanho do segmento perpendicular comum a ambas. Através da Geometria Descritiva são necessárias duas mudanças de plano de projeção para a obtenção da distância em Verdadeira grandeza.